# 山陽オートレース場
山陽オートレース場（さんようオートレースじょう）は、全国に5場あるオートレース場の1つ。山口県山陽小野田市埴生にあり、施行者・土地建物ともに山陽小野田市で所有管理している。

## 概要
前身は柳井市にあり、柳井オートレース場（1951年〈昭和26年〉11月20日開場）と名乗っていたが、1955年（昭和30年）の台風22号による被害（走路の水没やスタンドの全壊など）と売上不振から開催が困難となり、閉鎖された。そのオートレース場が山陽町（現・山陽小野田市）に移転し、1965年（昭和40年）4月10日、大井オートレース場に次ぐ全国二番目の舗装走路によるオートレース場として開場した。
トータリゼータシステムは日本トーターを採用しており、三連勝単式・三連勝複式・ワイドの各車券の発売を最も早く開始した（2002年2月3日より）オートレース場でもある。また、浜松オートレース場、船橋オートレース場に続き、2007年2月の開催より日本トーターへの民間委託が開始され、主催者の黒字が保証される形となっていたが収益悪化のために撤退し、2014年4月より委託先が日本写真判定（現：株式会社JPF）に変更された。
2007年2月より、日本トーターの開発した『eスマート倶楽部』専用の自動投票端末が随所に設置されていた。これはあらかじめ資金をチャージしたICカードを利用してキャッシュレスで車券購入が行えるもので、全国の公営競技場で初の運用である。なお、他場との相互共通使用はできなかった。2014年11月30日で山陽オートレース場におけるeスマートを利用しての車券購入が終了したことに伴い、2015年2月1日をもってeスマート口座内の未清算金の清算・当たり車券の払い戻しを終了した。
2011年4月14日から17日までの開催からは、伊勢崎市の管理施行によりオートレースでは初となる重勝式車券（ランダム方式4連勝2連勝単式とセレクト方式5重勝単勝式）がオッズパークにて発売される。なお、当場を対象とした発売は伊勢崎市の指定を受けた日のみとなる。
2016年12月14日から発売された重勝式車券（ランダム方式4重勝単勝式）の『当たるんです』は、山陽小野田市が管理施行者となって実施される。なお、投票は公式ホームページでのみとなる。
売上は2015年度の65億円を底に売上高70億円前後で推移していたが、2016年12月から最終4レースの1着を当てる配当が大きい重勝式を導入したり、18年度からミッドナイトレースを開催してレース数が多くなったりしたことから、売り上げが伸びて2019年度には100億円の大台に乗り、2020年度の売上高は2021年2月末時点で157億870万円と2019年度の115億2490万円をすでに上回り、最終的には約170億円を見込みで、過去10年間で最高となった一方で、近年はSG開催から遠のいており、2012年2月12日に有吉辰也が優勝を果たした第25回全日本選抜以降はSGの開催がない。

## 夜間開催

### ミッドナイト競走
2019年2月17日より、飯塚オートレース場に続いてオートレースでは2場目となる「ミッドナイトオートレース」（呼称：山陽ミッドナイトオートレース）が開催されている。同年2月17日から3日間と2月22日から4日間の2開催での試行開催が行われ、その後は同年6月に8月23日から正式に開催することが発表された。2月の試行開催では飯塚オートから移動式ナイター照明灯をレンタルしていたが、後にLED照明灯7基をスタンドやバンク内に整備した。
2020年8月20日より、これまでの「7車7R制」・「7車8R制」の開催から業界初の「6車9R制」の開催で行われ、以降、継続して開催されている。
2022年4月より、ナイターとミッドナイトの同一日開催が可能となり、ナイター終了後の21時以降「6車6R制」で開催されている。また、2022年8月2日から5日までの開催よりオートレース初の1節（4日間）に2回優勝戦が行われ、2日間で優勝を争うミッドナイトオートレースを「6車6R制」で連続開催されている。

### ナイター競走
2021年9月13日より、同場では初となるナイター競走を実施。ミッドナイトオートレースで使用しているナイター専用消音マフラーを使用する。

## 中継

### 日中・ナイター
- 日中・ナイター開催時は、2014年度以降、内野久照が司会進行と実況を担当している[注 2][注 3][注 4]。かつては西森カズヤ、宮原英治、平山信一、小林習之も担当していた。
- 予想・解説は、元選手の灘一樹（19期、元山陽所属）が担当している。

### ミッドナイト
- ミッドナイトオートレース開催時は、2023年12月より末長由美が司会進行を担当している[17]。過去、2021年4月から2023年8月まで山咲さくらが司会進行を担当していた[18]。宮本隆与が実況を担当している[注 5]。過去には放送席から松浦博（日本写真判定社員：山陽事業所広報担当、2019年2月）、山咲さくら、どさけん（吉本興業所属、「山口県住みます芸人」）が進行していた。
- 予想・解説は、山陽オート情報協会（予想屋）[注 6]、松山寿人（3人制プロバスケットボール選手、2023年12月より）[19]が担当している。

CS放送の中継では、優勝戦終了後のウイニングランに麻倉未稀の楽曲「ヒーロー HOLDING OUT FOR A HERO」が流れる。

## 場外車券売場
- オートレース宇部 - 地方競馬場外『BAOO宇部』・競輪場外『サテライト宇部』に併設。2016年2月19日オープン。
- オートレース笠岡 - 競輪場外『サテライト笠岡』（笠岡シーサイドモール内）に併設。2016年12月9日オープン。
- オートレース山陽 - 競輪場外『サテライト山陽』に併設。2021年10月30日オープン。

## 交通
- 電車
  - 山陽本線（JR西日本）埴生駅より徒歩2分（駅前にある連絡歩道橋経由）
- 自動車
  - 山陽自動車道 埴生ICより約5分
  - 中国自動車道 小月ICより約20分
    - 駐車場：3600台
- 福岡空港・山口宇部空港
  - 地下鉄 福岡空港駅 - 博多駅 - 新幹線 大阪方面新下関もしくは厚狭駅下車 - JR山陽本線埴生駅下車
  - 山口宇部空港 - 宇部新川駅 - 宇部駅（JR宇部線） - 埴生駅（JR山陽本線）[20]